# ديه روش
ديه روش هو لاعب هوكي الجليد كندي، ولد في 1 فبراير 1909 في Kemptville ‏ في كندا، وتوفي في 18 يناير 1971.

## وصلات خارجية
- ديه روش على موقع دوري الهوكي الوطني (الإنجليزية)
- ديه روش على موقع قاعة مشاهير الهوكي (لاعب أن.إتش.أل) (الإنجليزية)
- ديه روش على موقع EliteProspects.com (الإنجليزية)
- ديه روش على موقع HockeyDB.com (الإنجليزية)
- ديه روش على موقع Hockey-Reference.com (الإنجليزية)